# Statmografie
Statmografie je historickým účetním systémem, který měl být zdokonalenou podobou podvojného účetnictví. Jejím tvůrcem byl v roce 1875 Emanuele Pisani.  Název je odvozen z řeckého stathmós (= váha) a graphein (= zapsati). Důležitou součástí systému statmografie byla evidence rozpočtovaných hospodářských transakcí přímo do účetního systému.

## Emanuele Pisani
Emanuele Pisani působil jako ředitel vysoké obchodní školy v Bari, později jako vrchní inspektor italského ministerstva vyučování. Aktivně se účastnil mezinárodního sjezdu účetních v Paříži v roce 1889, kde byl zvolen za člena 15členné komise, která měla zvolit vhodný účetní systém nejen pro soukromé podniky, ale také pro veřejnou správu. Ačkoliv svůj systém Pisani zveřejnil již v roce 1875 na hospodářské výstavě v Palermu, tiskem vyšla jeho práce až v roce 1879 v knize La Statmografia applicata alle aziende private. Celkem vydal o statmografii 8 spisů, posledním byl Elementi di Ragioneria generale, vydaný v roce 1901 v Římě.

## Popis účetních knih a účtování
Základní účetní knihou statmografie je deník, který obsahuje sloupce vyhrazené jednotlivým účtům. Aby bylo možno zjistit skutečný výsledek hospodaření přímo z účetnictví, používá statmografie oddělené sloupce pro rozpočet, pro přesně zjištěné předpokládané částky příjmů a vydání a sloupce pro realizaci těchto příjmů a vydání. Tento deník nazval Pisani knihou syntetických bilancí. Od podvojného účetnictví se statmografie liší i označením stran účtů. Strana Má dáti se nazývá Carico (= naložení) , strana Dal se označuje Scarico (= vyložení).
Jednotlivé účetní případy Pisani dělil na:
1. statické – působí na změnu vlastního kapitálu
2. dynamické – zaměňují se stejné hodnoty, aniž se mění kapitál – např. nákup zboží za hotové
3. staticko-dynamické – integrální [6]

Na základě této teorie účty třídil do skupin:
1. Vlastník hospodářství (statika vlastníka)
  - účet kapitálu (čistého jmění) – změny kapitálu, které nevznikly hospodařením
  - účet hospodářských výsledků (účet ztrát a zisků) – změny kapitálu, které vznikly v důsledku hospodářské činnosti
2. Staticko-dynamické případy (účty uchovatelů-consegnatari, příjemci)
  - účty vnitřní
    - hotové peníze
    - hmotné součástky majetku

  - účty vnější 
    - různé dluhy a pohledávky mimo bilanci – vznikající z jiných příčin než při správě majetku nebo mimo rozpočet (např. změna ocenění majetku na konci období, mimořádné příjmy a výdaje)
    - dluhy podle rozpočtu (debiti e crediti di competenza; riscossioni e pagamenti effettuati) zjištěné a splacené
    - pohledávky podle rozpočtu zjištěné a vyplacené
3. Účet rozpočtu (výkony správní z právní moci vlastníka) – zahrnuje předpokládané zisky a ztráty
  - rozpočet právní (de jure; competenze di diritto)
  - rozpočet skutečný – účet zjištění položek podle skutečnosti (de facto; competenze di fatto)[7]

V takto uspořádané soustavě účtů bylo možné evidovat transakce předpokládané i skutečné. Účetní případy očekávané pouze s určitou pravděpodobností se evidovaly na účtu rozpočet právní. Teprve přesně zjištěné budoucí platby byly zaúčtovány na účet rozpočtu skutečného, přičemž předpokládané příjmy byly zaevidovány současně na Účet pohledávek podle rozpočtu (strana Carico), předpokládané výdaje na Účet dluhů podle rozpočtu (strana Scarico). Úhrady těchto pohledávek a dluhů – skutečné příjmy a výdaje se zapisovaly na stejné účty, ovšem na jejich opačnou stranu. Zůstatek těchto účtů tak tvoří rozdíl mezi předpokládanými a skutečnými příjmy resp. výdaji.
Výčet možných předpisů zaúčtování jednotlivých účetních případů v knize syntetických bilancí uvádí následující tabulka:
Pro detailní informace o účtovaných položkách se používala rozvažná kniha statmografie – kniha analytických bilancí. Zde se jednotlivé účty z deníku (hlavní nebo syntetické účty) rozváděly do několika účtů podřadných (analytických). Některé hlavní účty se členily do podrobnějších i z více hledisek. Vznikaly tak účty specifické (označované kombinací čísel a písmene A) a účty právní (označované kombinací čísel a označení A bis nebo B). Např. specifický účet Hotovosti (v tabulce označený 1A1se dělil na účty zlata, stříbra, bronzu a bankovek, právní účet Hotovosti (v tabulce označený 1A1bis se členil na účty jednotlivých pokladníků či jednatelů.

## Význam statmografie
Statmografie byla veřejnosti představena v roce 1875 na hospodářské výstavě v Palermu, kde ji Pisani přihlásil do soutěže o nejvhodnější způsob účtování v polním hospodaření. Čestný diplom obdržela na italské výstavě v Londýně v roce 1888. V roce 1889 byla jedním z účetních systémů, které na mezinárodním sjezdu účetních v Paříži posuzovala odborná komise, jejíž nález ovšem nebyl zveřejněn.  Přes všechna tato ocenění se však statmografie v účetní praxi neujala.